# Andy Wilkins
Pour les articles homonymes, voir Wilkins.
Andrew Robert Wilkins (né le 13 septembre 1988 à Tulsa, Oklahoma, États-Unis) est un joueur de premier but ayant évolué en Ligue majeure de baseball pour les White Sox de Chicago et les Brewers de Milwaukee entre 2014 et 2016.

## Carrière
Alors qu'il évolue en 2007 à l'école secondaire de Broken Arrow, en Oklahoma, Andy Wilkins est repêché par les Rangers du Texas au 25e tour de sélection, mais il choisit de rejoindre les Razorbacks de l'université de l'Arkansas. Wilkins signe son premier contrat professionnel avec les White Sox de Chicago, qui le repêchent au 5e tour en juin 2010.
Il fait ses débuts dans le baseball majeur avec les White Sox le 31 août 2014 contre les Tigers de Détroit. Il réussit 6 coups sûrs en 17 matchs des White Sox en 2014. Son premier coup sûr dans les majeures est un double réussi aux dépens du lanceur Carlos Carrasco des Indians de Cleveland le 7 septembre.
Le 29 mars 2015, Wilkins est réclamé au ballottage par les Blue Jays de Toronto. Il ne joue aucun match pour Toronto et son contrat est vendu le 3 mai 2015 aux Dodgers de Los Angeles. Après une année 2015 passée en ligues mineures avec des clubs affiliés aux Blue Jays et aux Dodgers, il est réclamé au ballottage le 6 septembre 2015 par les Orioles de Baltimore, pour qui il ne joue pas, et ensuite par les Mariners de Seattle le 2 décembre 2015. Le 14 décembre suivant, il change à nouveau d'équipe lorsqu'il est réclamé au ballottage par les Rangers du Texas. Le 23 décembre 2015, c'est au tour des Brewers de Milwaukee de la réclamer au ballottage.